# Les Nuits de la pleine lune
Les Nuits de la pleine lune is een Franse dramafilm uit 1984 onder regie van Éric Rohmer. Het is een van de laatste rollen van actrice Pascale Ogier; zij overleed enkele weken na het verschijnen van de film, op 25-jarige leeftijd.

## Verhaal
November
In Marne-la-Vallée, een buitenwijk van Parijs, woont de pas afgestudeerde meubelontwerper Louise met haar sportieve vriend Rémi. Ze hebben onenigheid: Louise gaat graag uit met vrienden, met of zonder Rémi, een behoefte die Rémi niet deelt. Hij staat op zaterdag liever vroeg op om te gaan tennissen. 
Louise spreekt die avond in de stad af met Octave, een getrouwde vriend die openlijk verliefd op haar is. Ze vertelt hem dat ze de onderhuur van haar appartement in Parijs heeft opgezegd; ze wil het gebruiken als pied-à-terre. Ze gaan met z'n tweeën naar een feestje en ontmoeten daar Camille, een vriendin van Louise. Plotseling verschijnt ook Rémi, die al snel vraagt of Louise met hem mee naar huis gaat, maar voor haar is het nog te vroeg. Voordat Rémi alleen vertrekt wordt hij door Camille voorgesteld aan haar huisgenoot Marianne, die ook tennist. 
Die nacht rijdt Louise met Camille en Marianne mee terug naar Marne. Louise grapt dat ze zich vrijer zou voelen als Camille een affaire zou beginnen Rémi. Wanneer Louise thuiskomt blijkt dat Rémi nog op is. Ze maken ruzie, maar uiteindelijk accepteert Rémi het voorstel dat Louise haar eigen appartement zal aanhouden.
December
Op een vrijdagavond, in haar eigen appartement, is Louise klaar om uit te gaan, maar haar afspraak belt af. Ze belt drie andere vrienden, die allemaal andere plannen hebben. Ze blijft thuis en koopt de volgende morgen een nieuwe theepot voor Rémi, die ze in Marne aan hem geeft; ze hebben hun ruzie bijgelegd en hebben vrede met hun nieuwe verstandhouding.
Januari
In Parijs, aan Place Saint-Michel, zitten Louise en Octave in een café. Als Louise naar de wc gaat ziet zij plotseling Rémi, en verstopt zich. Op zijn beurt denkt Octave dat hij Camille ziet. Ze bedenken dat Rémi en Camille al een affaire hadden nog voordat Louise had bedacht dat zij haar appartement zou aanhouden en haar 'voorstel' aan Camille had gedaan. De volgende dag, in Marne, komt Camille op bezoek bij Louise en Rémi, waar blijkt dat Camille het niet kan zijn geweest: zij is net terug uit Italië, met haar nieuwe vriend. Louise en Octave blijven sceptisch.
Februari
Op een feestje danst Louise met Bastien, een jongen die ze al even op het feestje in november had gezien. Octave komt ook maar druipt af als Louise over Bastien vertelt. De volgende dag wil ze weer met Bastien afspreken, wat Octave opnieuw jaloers maakt: als Louise vreemdgaat, waarom dan niet met hem? Die nacht, de volle maan komt een aantal keer in beeld, gaat ze uit met Bastien, die ook blijft slapen. Louise wordt vroeg wakker, kleedt zich aan, laat Bastien achter en wacht in een café op de eerste trein naar Marne. Aan een man die naast haar zit vertelt ze dat ze twee huizen en twee mannen heeft (een verwijzing naar het gezegde van deze film, uit de serie Comédies et Proverbes), maar dat ze door Bastien weet dat ze bij Rémi wil blijven. De man naast haar vertelt dat zij niet de enige is die deze nacht niet kan slapen; het is volle maan. Dat wordt bevestigd als Louise die ochtend vroeg in Marne aankomt: Rémi is niet thuis. Twee uur later arriveert hij en vertelt dat hij een relatie is begonnen met Marianne. Louise belt huilend Octave en spreekt met hem af in de stad.

## Rolverdeling
| Acteur                | Personage |
| --------------------- | --------- |
| Pascale Ogier         | Louise    |
| Tchéky Karyo          | Rémi      |
| Fabrice Luchini       | Octave    |
| Virginie Thévenet     | Camille   |
| Christian Vadim       | Bastien   |
| Anne-Séverine Liotard | Marianne  |